# Bedford (Nova Scotia)
Bedford ist eine Ortschaft und ehemalige Stadt in Nova Scotia, Kanada. Sie ist ein Vorort von Halifax und Dartmouth.

## Geschichte
Zu Beginn der Besiedelung durch die Briten gehörte das Gebiet von Bedford zu Sackville. Erst Mitte des 18. Jahrhunderts verwendete man den Namen Bedford für die Gegend, benannt zu Ehren von John Russell, 4. Duke of Bedford, und Staatssekretär für die Kolonien. 1896 wurde der heutige Name offiziell eingetragen.
Bedford erhielt die Stadtrechte am 1. Juli 1980. Seit dem 1. April 1996 bildet Bedford zusammen mit Halifax, Dartmouth und Halifax County den Verwaltungsbezirk Halifax Regional Municipality (HRM).

## Bildung
In Bedford gibt es mehrere Grund und weiterführende Schulen, sowie zwei private Schulen:
- Fort Sackville Elementary – Vor- und Grundschule, bietet neben Englisch- auch Französischunterricht von Beginn an.
- Waverley Road Elementary – Grundschule bis Klasse 3
- Basinview Drive Elementary School – Grundschule bis Klasse 6
- Bedford South School – Grundschule bis Klasse 9
- Eaglewood Drive Elementary – Klasse 2 bis 6, bietet neben Englisch- auch Französischunterricht an
- Bedford Junior High School [1] – Klasse 7 bis 9
- Charles P. Allen High School – Klassen 10 bis 12
- École Beaubassin – Grundschule bis Klasse 9
- FLECs (Flexible Learning Education Centres) – Klassenstufen 10 bis 12, „Flexibles Highschool-Programm“

Privat
- Bedford Academy – Grundschule bis Klasse 9
- Sandy Lake Seventh Day Adventist Academy – Grundschule bis Klasse 12

## Persönlichkeiten
- Brendan Croskerry – Musiker
- Geoff Regan – Politisches Mitglied des Parlaments von Halifax West Electoral District
- Kelly Regan – Politisches Mitglied des Nova Scotia Legislative Assembly
- Ante Jazic – Fußballer, spielt für das MLS Team Chivas USA